# Sainte-Anne, Gers
Sainte-Anne är en kommun i departementet Gers i regionen Occitanien i sydvästra Frankrike. Kommunen ligger i kantonen Cologne som tillhör arrondissementet Auch. År 2022 hade Sainte-Anne 125 invånare.

## Befolkningsutveckling
Antalet invånare i kommunen Sainte-Anne
Referens:INSEE